# Gümüshtegin (Danishmendide)
Gümüshtegin ibn Danishmend, in lingua turca كمشتكين بن دانشمند, o Amir Ghazi II (... – Sivas, 1134), è stato un sovrano turco,  secondo malik della dinastia dei Danishmendidi. Regnò dal 1104 al 1134.

## Biografia
Figlio di Danishmend Ghazi, emiro di Sebastea, Gümüshtegin gli subentrò al potere nel 1104. Nel 1130 si alleò con Leone I d'Armenia contro i crociati di Boemondo II d'Antiochia che sconfisse e uccise nella Battaglia del Fiume Jihan, inviando poi la testa del condottiero normanno al califfo di Baghdad. 
Eliminata la minaccia dei crociati, Gümüshtegin tentò di annettere ai suoi domini il Principato di Antiochia e la Contea di Edessa ma dovette affrontare i Bizantini del basileus Giovanni II Comneno e gli eserciti degli altri Stati crociati. Nel 1131, il melik abbandonò l'assedio di Kaysun all'arrivo di Joscelin II di Edessa, ma sarà poi Giovanni II di Bisanzio a sconfiggere Gümüshtegin.
Melik Gümüshtegin morì nel 1134. I domini della sua famiglia vennero rapidamente spartiti tra i Bizantini e i Selgiuchidi del Sultanato d'Iconio.